# Kef Lihoud

### Carte des Grottes du Maroc
| \| 100 km1:4 008 000 \| Séfrou Oujda Tanger El Jadida Nador Tétouan Rabat Sidi Ifni Safi Agadir Fès El Hajeb Béni Mellal Marrakech Errachidia Bouarfa Ouerzazat Zag Akka |
| 100 km1:4 008 000 |

## Localisation
La grotte s'ouvre vers 800 mètres d'altitude, au milieu d'une falaise du Djebel Binna qui domine au Sud la route de Sefrou à Fès, près de Sefrou dans la région de Fès-Boulemane

## Tradition et légende
De tradition immémoriale on[Qui ?] prétend que les rabbins y furent ensevelis[réf. nécessaire]. Des inscriptions en hébreu étaient visibles à l'époque du protectorat français. 
Une légende indigène y voit plutôt l'habitation d'un génie. Ceci tendrait à indiquer qu'il y eut en cet endroit un habitat très ancien ou un lieu de culte[réf. nécessaire]. 
Les musulmans vénéraient également ce lieu sous le nom de Kef el 'eubbâd,,. 

## Description
Cette grotte s'ouvre à l'Est et comprend deux longs boyaux[réf. nécessaire]. Un texte écrit à l'époque du protectorat français relate la présence de matériel cultuel:

« À droite, deux degrés naturels donnent accès à une chambre dans laquelle on aperçoit des traces de bougie. Au fond, à gauche, une chambre basse, à laquelle on n'accède qu'en se mettant sur les genoux, est constamment éclairée. Tout autour de cette dernière chambre, sur le sol, le long de la paroi, on distingue des autels primitifs composés de cercles de cailloux entourant une bougie qui brûle, jadis une inscription en hébreu, gravée sur du marbre, se trouvait à gauche en entrant. »

Des fouilles se sont portées sur une grande excavation, située à la droite de la grotte, d'une dizaine de mètres de largeur et de profondeur, sur 2,50 m de hauteur. 
Devant l'ouverture naturelle de la grotte, un énorme bloc, de 7 m de haut, forme une sorte de paravent et ne laisse d'issue que des deux côtés, l'une très grande, l'autre fort étroite. Ce bloc ne touche terre que par ses deux extrémités, et présente au milieu une sorte d'arche très peu accentuée mesurant 4,60 m de largeur et ne s'élevant qu'à 1,10 m au-dessus du sol rocheux de la grotte. 
L'intérieur de ce refuge est complètement vide ; le sol est constitué par le roc affleurant ; seule une frange de terre de 0,90 m bouchait l'arche du bloc ne laissant qu'un espace de 0,20 m pour communiquer avec l'extérieur.
Devant la grotte, des terres amoncelées s'étendaient sur 3 m et 4,50 m respectivement, coupées au milieu par deux blocs tombés l'un derrière l'autre, le second mesurant 1,50 m sur 2 m de haut. 
De gros quartiers de pierre relient ensemble la paroi de droite de la falaise et le rocher de la grotte à gauche, s'appuyant de côté et d'autre sur le bloc du milieu : ce peut être une plate-forme ou un mur de défense[réf. nécessaire].